# Agujero azul de Dahab

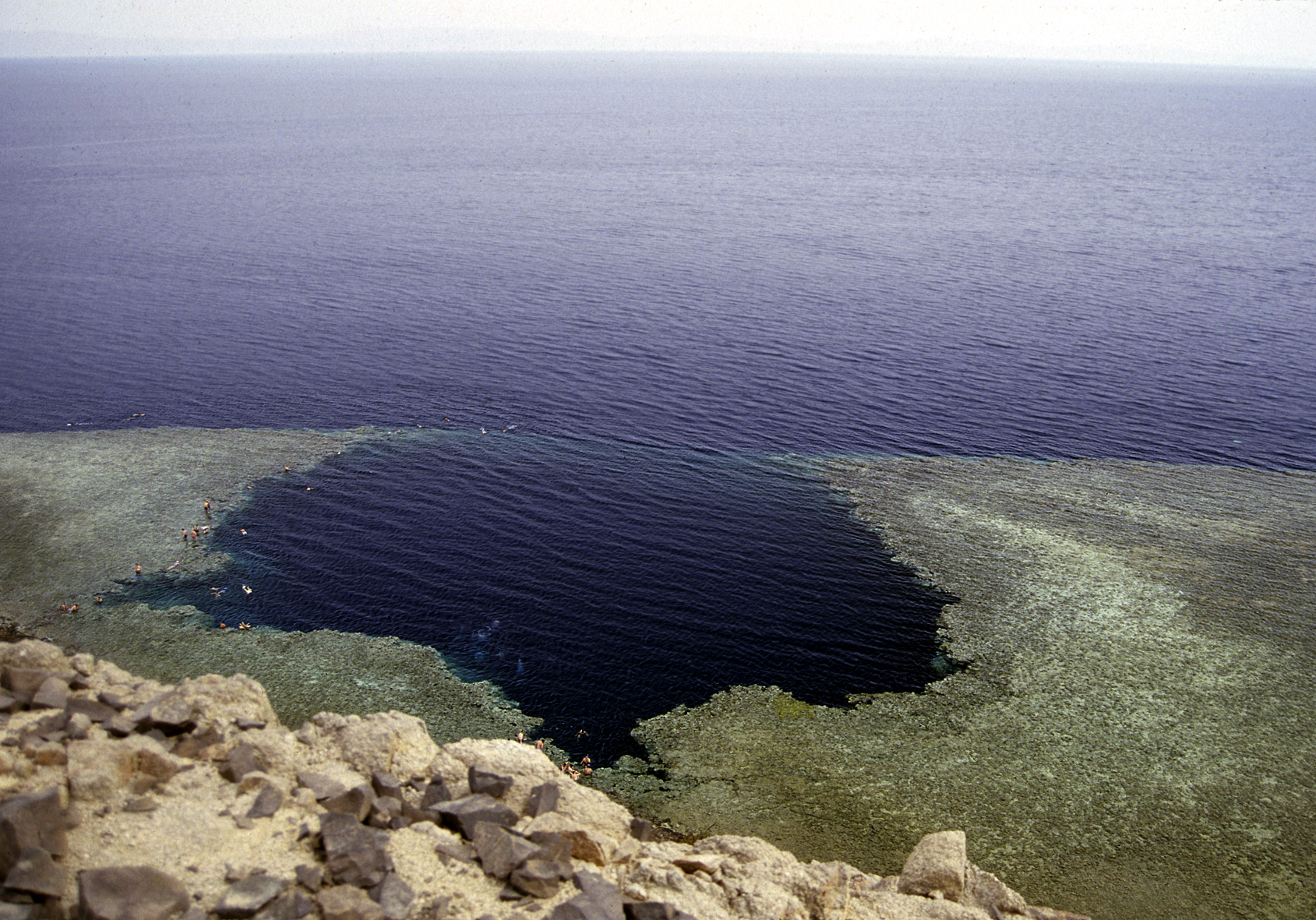
El agujero azul de Dahab visto desde las colinas costeras. El estrecho brazo de arrecife que lo separa del mar abierto se denomina "The Saddle", y no es el famoso "Arch" que atrae a buceadores de todo el mundo y que se ha cobrado varias decenas de víctimas mortales. El "Arch" se encuentra en la zona izquierda donde "The Saddle" se une al continente a una profundidad de 52 m.

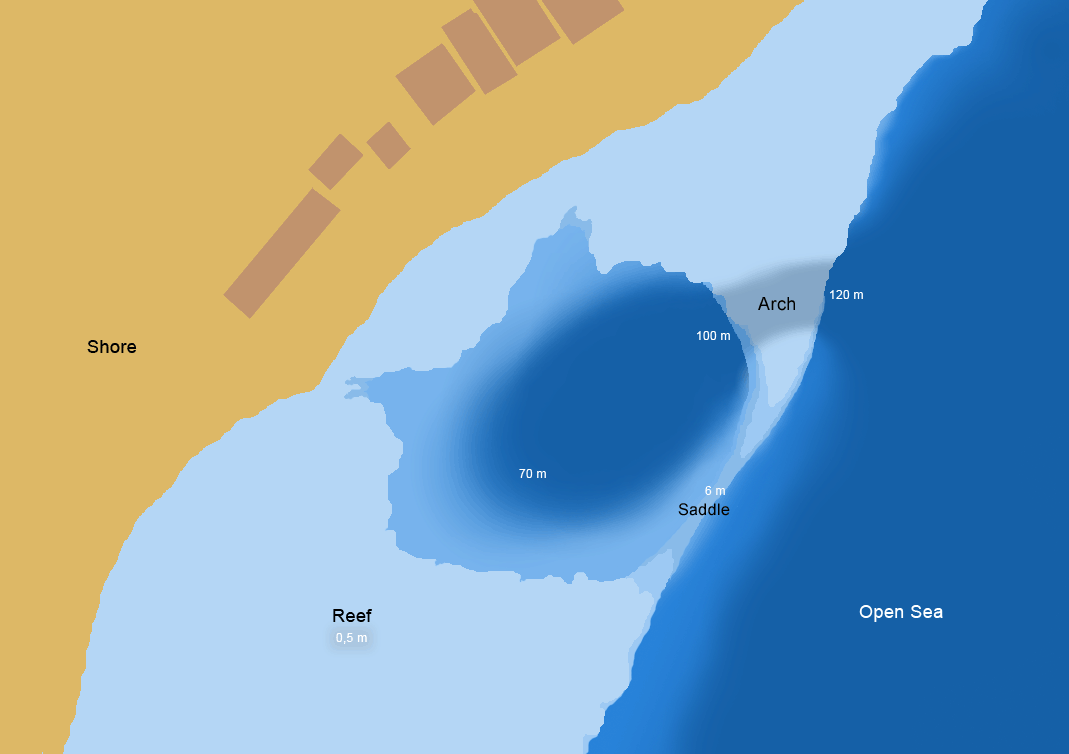
Carta del Agujero Azul de Dahab en el que se aprecia la posición del "Arch".

El agujero azul de Dahab (más conocido como Blue Hole) es una dolina que se formó por acción conjunta de los procesos de tipo karst sobre las calizas recifales que bordean la península del Sinaí en la zona del golfo de Aqaba. Su origen se remonta a la última glaciación, cuando el nivel del mar estaba varias decenas de metros por debajo del nivel actual. En la actualidad se encuentra inundado por agua marina. Su nombre proviene de su localización a pocos kilómetros de la ciudad egipcia de Dahab. Administrativamente está situado en la gobernación de Sinaí del Sur.

## Famoso lugar de buceo
El Blue Hole de Dahab es un lugar mítico entre los buceadores, tanto por su espectacularidad, profundidad, dificultad técnica de la inmersión como por su facilidad de acceso al localizarse a pocos metros de la costa. Es además, tristemente famoso por el elevado número de accidentes de buceo fatales que se han producido tratando de alcanzar su fondo o cruzando el famoso «Arch», un arco submarino de unos 30 m de longitud que conecta el agujero azul con el mar abierto a una profundidad de unos 52 m.
Las autoridades egipcias reconocen una cuarentena de buceadores muertos en el Blue Hole, aunque se estima que el número total de muertes podría rondar el centenar. Varios son los problemas que presenta el Arch para el buceador, y que han sido la causa de los numerosos accidentes de buceo que se han producido en este lugar:
- su profundidad que hace que la inmersión requiera una gran cantidad de gas y a menudo botellas suplementarias,
- su extraña orientación que hace que a veces sea rebasado por el buceador entrando en una caída sin retorno más allá de los 80 m,
- su engañosa longitud, pues, como la luz llega desde mar abierto el buceador, tiene la sensación de que el Arch no tiene más de una decena de metros de longitud, cuando en realidad está próximo a la treintena.
- No existen datos sobre su profundidad.

## Accidentes de buceo
De la larga lista de buceadores que han perdido la vida en el Blue Hole destaca Yuri Lipski (1977-2000). El accidente de Lipski, un buceador israelí de origen ruso, es sin duda el mejor documentado, puesto que él iba filmando la inmersión en la que perdió la vida, y el vídeo ha sido recuperado y difundido. Ello ha motivado que los últimos minutos de vida de Lipski hayan sido motivo de numerosos análisis y especulaciones por parte de buceadores e instructores de buceo. Entre las causas de la muerte que han barajado están la narcosis de nitrógeno, intoxicación aguda de oxígeno (denominada también hiperoxia de altas presiones – HAP -), falta de aire, desorientación, fallo del equipo de buceo por no ser el adecuado para alcanzar esa profundidad, o una combinación de varias de ellas.
Otra víctima tristemente famosa es la buceadora argentina Barbara Dillinger (1974-1998). Dillinger sufrió un ataque de pánico durante la inmersión y salió a la superficie demasiado rápido con el consiguiente accidente de descompresión y posiblemente sobrepresión pulmonar. Nada pudo ir peor en su traslado a la cámara hiperbárica de Sharm el Sheij: la botella de oxígeno del centro de buceo estaba a media carga y se acabó durante el trayecto en ambulancia, las botellas de oxígeno que llevaba la ambulancia estaban todas vacías, y finalmente la ambulancia se quedó sin combustible. Los instructores de buceo que acompañaban a la accidentada, regresaron en coche a Dahab y regresaron una hora más tarde con combustible. Cuando finalmente llegaron a la cámara hiperbárica, Dillinger hacía rato que había muerto.